# Bradornis
Bradornis é um género de aves passeriformes da família Muscicapidae.

## Espécies
O género é constituído pelas seguintes espécies de papa-moscas:
- Bradornis comitatus (Cassin, 1857)
- Bradornis microrhynchus Reichenow, 1887
- Bradornis mariquensis Smith, 1847